# دنيس ديديشكو
دنيس ديديشكو (بالأوكرانية: Дедечко Денис Михайлович)‏ (2 يوليو 1987 بكييف في أوكرانيا - ) هو لاعب كرة قدم أوكراني في مركز الوسط. شارك مع منتخب أوكرانيا تحت 16 سنة لكرة القدم ومنتخب أوكرانيا تحت 17 سنة لكرة القدم ومنتخب أوكرانيا تحت 18 سنة لكرة القدم ومنتخب أوكرانيا تحت 19 سنة لكرة القدم ومنتخب أوكرانيا تحت 21 سنة لكرة القدم ومنتخب أوكرانيا لكرة القدم. أما مع النوادي، فقد لعب مع أمكار بيرم ودينامو كييف ولوخ إينيرجيا فلاديفوستوك ونادي أستانا ونادي أوليكساندريا ونادي فورسكلا بولتافا ونادي كراسنودار وFC Naftovyk Okhtyrka ‏ وFC Dynamo-2 Kyiv ‏ وكريفباس كريفي ريه ‏.

## وصلات خارجية
- دنيس ديديشكو على موقع اتحاد أوكرانيا (الإنجليزية)
- دنيس ديديشكو على موقع قاعدة بيانات كرة القدم.إي يو (الإنجليزية)
- دنيس ديديشكو على موقع ناشيونال فوتبول تيمز (الإنجليزية)
- دنيس ديديشكو على موقع Soccerway.com (الإنجليزية)